# Бернацький Олексій Петрович
Олексі́й Петро́вич Берна́цький — старший сержант Збройних сил України.
В мирний час проживає у Житомирі. Брав участь у бойових діях в складі частини, що базується в Житомирській області, зазнав поранення.

## Нагороди
За особисту мужність і героїзм, виявлені у захисті державного суверенітету та територіальної цілісності України, вірність військовій присязі під час російсько-української війни нагороджений
- орденом «За мужність» III ступеня (23.4.2015).